# كثافة العظام

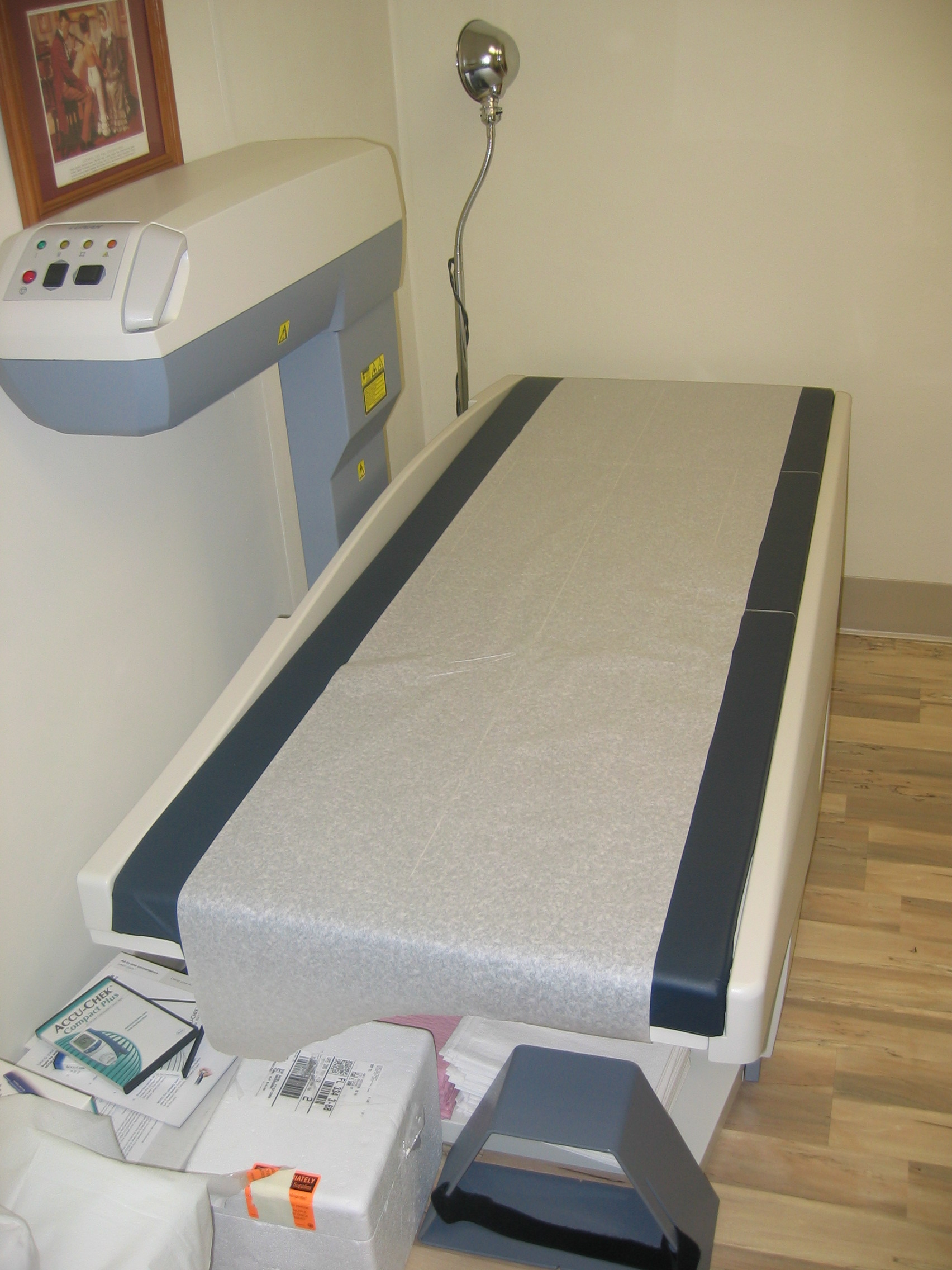
جهاز يستخدم لقياس كثافة العظام باستخدام قياس امتصاص الأشعة السينية الثنائي

 كثافة العظام أو الكثافة المعدنية للعظام (بالإنجليزية: Bone density او bone mineral density (BMD))‏ هو مصطلح يعبرعن كمية المعادن العظمية في كل سنتيمتر مربع من نسيج العظام. الكثافة المعدنية للعظام تستعمل في الطب الإكلينيكي كمؤشر غير مباشرعلى الإصابة بتخلخل العظام وخطر الكسور.
الكثافة المعدنية للعظام طبياً لا تمثل فعلا الكثافة الحقيقية للعظام بحسها الفيزيائي، والتي تقدر بكتلة المادة في وحدة الحجوم، لكنها طبياً تقاس عن طريق إجراء عملية قياس الكثافة والتي تقيس مدى امتصاص العظام للأشعة الطبية. هذه العملية يتم تطبيقها في قسم الأشعة أوالطب النووي. يعتبر هذا النوع من القياس غير مؤلم ويتعرض فيه الشخص لإشعاعات قليلة. هذه القياسات غالبا يتم فحصها في منطقتين هما: أسفل الظهر من العمود الفقري والمنطقة العلوية للحوض[2][2][2][2]. يتم قياس الكثافة العظمية لمنطقة الساعد في حالة تعذر الوصول للتشخيص عن طريق المنطقتين السابقتين. 
هناك إحصائيات تدل على العلاقة بين ضعف الكثافة العظمية والاحتمالية العالية للكسور. كسور الأرجل والحوض بسبب السقوط تعتبر من أهم مشاكل الصحة العامة، خاصة عند النساء، حيث تؤدي إلى زيادة التكاليف الطبية، وعدم القدرة على العيش بشكل مستقل، واحتمالية الموت. قياس الكثافة العظمية تستعمل في فحص الناس الذين لديهم احتمالية كبيرة للتعرض لمرض تخلخل العظام ولكشف الأشخاص الذين من الممكن أن يستفيدوا من الإجراءات التي قد تزيد من قوة عظامهم.

## الفحص
اختبار الكثافة العظمية ليس ضرورياً لمن ليس لديهم أعراض هشاشة العظام أو الكسور. الاختبار غير الضروري من الأرجح أن يؤدي لاتخاذ إجراءات علاجية غير لازمة بدل أن يكتشف مشكلةً حقيقية.

### دواعي الفحص
تعرض هذه القائمة عوامل خطر الإصابة بانخفاض كثافة العظام والمؤشرات الأساسية للحاجة لإجراء الفحوصات:   
 
- أنثى عمرها 65.[4]
- رجل عمره 70.[4]
- الأشخاص فوق عمر 50 في أي من الحالات التالية:[4]
  - كسر عظمي سابق بسبب إصابات طفيفة.
  - التهاب المفاصل الروماتويدي.
  - متوسط كتلة جسم منخفض.
  - إصابة أحد الوالدين بكسر في الحوض.
- الأفراد الذين لديهم فقرات عظام غير سليمة.
- الأفراد الذين يستعملون علاج الكورتيزول.[5]
- الأفراد الذين لديهم فرط في الغدة الجار الدرقية[5][5][5][5][5].
- الأفراد الذين يخضعون لعلاجات أدوية هشاشة العظام[5][5][5][5][5]
- الأفراد الذين لديهم تاريخ طبي من اضطرابات تغذية[5]

قد يتم استعمال الاختبار للمدخنين ومن يشربون الكحول والأشخاص الذين يأخذون الكورتيزول لمدى طويل، والذين لديهم نقص فيتامين د.
 

### إعادة الاختبار والعلاج
للأشخاص الذين يقومون باختبارات كثافة العظام، يمكن الكشف عن حالتين من الأمراض تخلخل العظام وضعف العظام. والتصرف المعتاد عند اكتشاف هاتين الحالتين هي استشارة الطبيب. 

## مصطلحات
النتيجة عادة تأتي في ثلاث حالات 
1. قياس كثافة المساحة بالجرام لكل سنتيميترمريع  g cm−2

1. معامل زي، رقم الانحراف المعياري أكبر أو أقل من المتوسط بالنسبة لعمر المريض وجنسه وعرقه.
2. معامل تي، رقم الانحراف المعياري أكبر أو أقل من المتوسط بالنسبة لشخص بالغ سليم بعمر 30 سنة بنفس الجنس والعرق.

## أنواع الاختبار

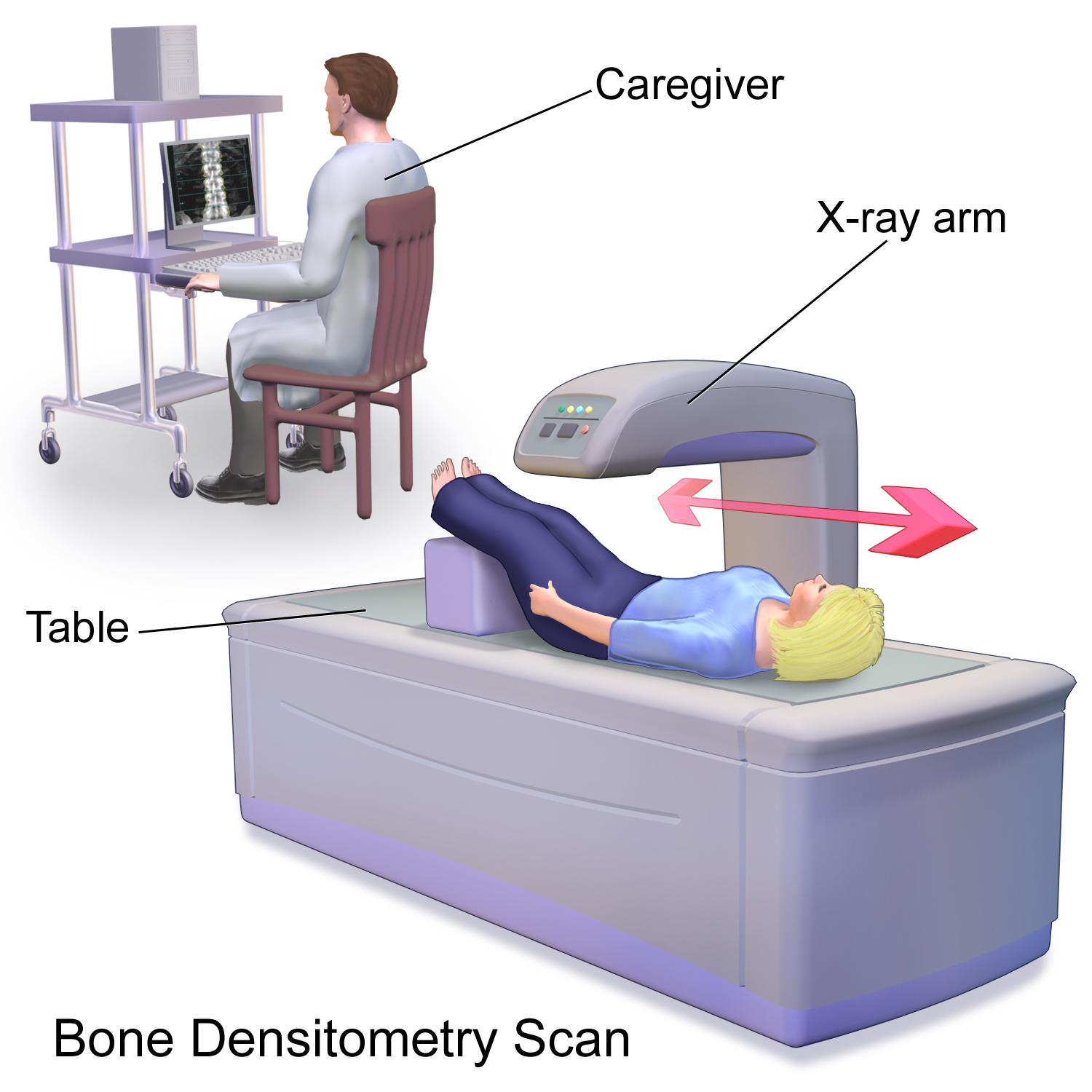
توضيح لقياس كثافة العظام

على الرغم من تعدد واختلاف اختبارات قياس الكثافة العظمية إلا أنها جميعها تعتبر غير باضعة. أغلب الاختبارات تختلف من حيث تشخيصها للعظام لتحديد نتائج الكثافة العظمية.
هذه الاختبارات تتضمن 
- قياس امتصاص الأشعة السينية الثنائي (DXA أو DEXA)
- التصوير المقطعي الكمي (QCT)
- الموجات فوق الصوتية النوعي (QUS)
- قياس امتصاص الفوتون الأحادي (SPA)
- قياس امتصاص الفوتون الثنائي (DPA)
- قياس الأشعة السينية الرقمية (DXR)
- قياس امتصاص الأشعة السينية الأحادي (SEXA)

قياس امتصاص الأشعة السينية الثنائي ديكسا هو حاليا الأكثر استخداما على نطاق واسع، ولكن الموجات فوق الصوتية يصنف كنهج أكثر فعالية من حيث التكلفة لقياس كثافة العظام.
الاختبار يعمل عن طريق قياس عظم معين أو عدة عظام، وعادة العمود الفقري و الورك، و المعصم. وكثافة هذه العظام يتم مقارنتها مع متوسط مؤشر يقاس على أساس العمر والجنس والحجم. تستخدم المقارنة الناتجة في تحديد مخاطر الكسور ومرحلة هشاشة العظام لدى الفرد. 
متوسط الكثافة المعدنية للعظام = ب.م.ج/ع * (جرام لكل سم تربيع)
- ب.م.ج = محتوى المعادن في العظام = جم / سم
- ع = عرض على الخط الذي تم مسحه في الامتحان

## قراءة النتائج
النتائج عموما تسجل من قبل معاملين: معامل زي ومعامل تي. المعاملات تشير إلى كمية الكثافة المعدنية للعظام وكمية اختلافها عن المتوسط. إذا كان المعامل سالب فهو يشير إلى انخفاض في الكثافة العظمية المعدنية والعكس صحيح.

### معامل تي
معامل تي هو المقياس المناسب عند الكشف عن هشاشة العظام. فهو يقارن الكثافة المعدنية لعظام المريض مع متوسط الأشخاص الشباب السليمين. وتحديداً فهو يقارن النتائج مع متوسط البالغين السليمين من عمر 30 سنة من نفس الجنس والعرق. تستعمل الولايات المتحدة الأميركية أشخاص سليمين من عمر 30 سنة بنفس الجنس والعرق لقياس متوسط الكثافة العظمية الطبيعية، ولكن منظمة الصحة العالمية توصي باستخدام القياسات المتوسطة للإناث البيض في عمر الثلاثين لجميع الفئات. متوسط نتائج الأصحاء في عمر الثلاثين تستخدم لمقارنتها بنتائج الذكور الذين تفوق اعمارهم 50 سنة وبعد انقطاع الحيض للنساء بسبب أفضليتها في توقع حدوث الكسور مستقبلاً.
معايير منظمة الصحة العالمية هي: 
- طبيعي: معامل تي يساوي 1- أو أكثر
- ضعف العظام: معامل تي يتراوح بين 1- و 2.5-
- هشاشة العظام: لمعامل تي يتراوح من 2.5- أو أقل. وهذا يعني أن كثافة العظام أقل ب2.5 انحراف معياري من المتوسط لأنثى بعمر الـ 30

#### إصابات كسر الحوض لكل 1000 مريض في السنة
| الفئات حسب منظمة الصحة العالمية | العمر من 50-64 | العمر فوق 64 | بشكل إجمالي |
| ------------------------------- | -------------- | ------------ | ----------- |
| الطبيعي                         | 5.3            | 9.4          | 6.6         |
| ضعف العظم                       | 11.4           | 19.6         | 15.7        |
| تخلخل العظم                     | 22.4           | 46.6         | 40.6        |

### معامل زي
يستعمل معامل زي في حالات تخلخل العظام الشديدة مع مقارنة بالأشخاص السليمين من نفس العمر. ويعبر عن مقدار الانحرافات المعيارية التي يبعدها المريض عن متوسط الكثافة المعدنية الطبيعية للعظام مع أخذ اعتبار الجنس والعرق والعمر.
قد يكون هناك علاقة بين التغذية والكثافة المعدنية للعظام. يتم استخدام هذا المعامل في النساء قبل انقطاع الحيض، والرجال الذين تقل أعمارهم عن 50 عاماً، ولدى الأطفال. يعتبر المعامل أكثر فائدة بالنسبة للذين لديهم معامل اقل من 2. أيضا، يعتبر أكثر فائدة مع الأمراض التي قد تساهم في هشاشة العظام مثل علاج الكورتيزول، فرط الغدة جار درقية، أو إدمان الكحول. 

## القيود
استخدام الكثافة المعدنية للعظام لديه عدد من القيود: 
1. من الممكن ان تتأثر القياسات بحسب حجم المريض، مدى سمك الأنسجة المحيطة بالعظام وعوامل أخرى خارجية عن العظم.
2. مقياس كثافة العظام يعتبر مقياساَ لقوة العظام وهو يعتبر عامل مقاومة للكسر. وعلى الرغم من أن الإثنين مترابطان مع بعضهما، إلا أنه في بعض الاحيان يكون مقياس كثافة العظام مؤشراً ضعيفا على قوة العظم.
3. المراجع القياسية لبعض المجموعات السكانية (مثل الأطفال) غير متوفرة لعديد من الاجراءات المستخدمة.
4. العمود الفقري المتحطم من الممكن أن يعطي نتيجة خاطئة في كثافة العظام ولذلك يجب أن يستبعد.

## التغذية
قد يكون هناك علاقة بين التغذية وكثافة العظام، ولكن تنقصها الادلة الداعمة. ولكن من المعروف اهمية بعض العناصر والفيتامينات لصحة العظام مثل:
- الكالسيوم Ca: حيث يعتبر أحد أهم العناصر الغذائية الضرورية لصحة العظام حيث تختزن العظام 99% من مجموع ما نتناوله من الكالسيوم
- فيتامين D: يساعد في بناء العظام وتقويتها ويعتبر المنظم الأول لامتصاص الكالسيوم ويعمل على موازنة كمية الكالسيوم والفسفور في الأمعاء.
- المغنيسيوم: يعمل مع الكالسيوم للمحافظة على كثافة العظام، ينشط أنزيمات الفوسفاتيز القلوي الضرورية لعملية تكلس العظام.
- البوتاسيوم K: يساعد في عملية بناء العظام كون البوتاسيوم ينظم مستوى الأحماض في الدم، وهذا بدوره يحد من سحب الكالسيوم من العظام.
- فيتامين k يساعد في الوقاية من فقد كثافة العظام حيث أن نقص هذا الفيتامين له تأثير على سلامة العظام ويعرضها لسهولة الكسر
- الفسفور P: تكوين وبناء العظام.
- تقليل الدهون المشبعة: